# Judy W. Reed
Judy Woodford Reed (Charlottesville, 1826 circa – 1905) è stata un'inventrice statunitense afroamericana, la cui unica informazione nota è la concessione di un brevetto statunitense. Nativa di Washington, è considerata la prima donna afroamericana a ricevere un brevetto statunitense per una "impastatrice a rullo", che le fu concesso il 23 settembre 1884.
Il brevetto riguardava un esemplare migliorato dei rulli che otteneva un impasto che si mescolava in modo più uniforme pur essendo coperto e protetto.

## Biografia
Poco si sa di Judy Woodford Reed o Reid. Appare per la prima volta nel censimento federale del 1870 come sarta di 44 anni nella parrocchia di Fredericksville vicino a Charlottesville nella contea di Albemarle, insieme a suo marito Allen, un giardiniere, e ai loro cinque figli Dieci anni dopo, Allen e Judy Reed sono sempre in Virginia, questa volta con un nipote. Tra il 1880 e il 1885, Allen Reed morì e Judy, definendosi "vedova di Allen", si trasferì a Washington, dove risiedeva, con i suoi figli, in 1906 K Street, NW
È improbabile che la Reed fosse stata in grado di leggere, scrivere o persino firmare il suo nome, poiché le enumerazioni del censimento si riferiscono a lei, insieme a suo marito, come analfabeta e il suo brevetto venne firmato con una "X". Oltre al contenuto del censimento, a cui si fa riferimento sopra, e alla registrazione del suo brevetto, non ci sono altri documenti su di lei o sulla sua vita. Esiste la possibilità che una precedente donna afroamericana abbia ricevuto i diritti di brevetto; tuttavia, poiché non era necessario indicare la razza e le donne spesso usavano solo le iniziali per nascondere il proprio sesso, non è noto. È anche da considerare che durante quel periodo era illegale, per qualsiasi schiavo, essere alfabetizzato e coloro che venivano trovati a leggere, scrivere o insegnare ad altri potevano essere puniti severamente o uccisi.
Peraltro, la prima donna afroamericana a firmare completamente un brevetto fu Sarah E. Goode di Chicago. Il suo brevetto, 322.177, concesso il 14 luglio 1885, riguardava un letto-armadio, "quella classe di reti componibili adattate per essere piegate insieme quando non in uso, in modo da occupare meno spazio, e fatte generalmente per assomigliare a un mobile quando sono piegate."